# Dimitrij Borisovič
Dimitrij Borisovič Principe di Rostov (Rostov, 11 settembre 1253 – Rostov, 1294) è stato un nobile russo.

## Biografia
Fu il maggiore dei tre figli del principe Boris Vasilkovič e della principessa  Maria Yaroslavna Murom. Di lui esistono pochi riferimenti documentali, il primo dei quali risale al 1276, dove si fa cenno al suo matrimonio con una principessa rimasta anonima. L'anno successivo, insieme ai genitori e a suo fratello Konstantin Borisovič compì un viaggio nel Khanato dell'Orda d'Oro quando suo padre morì. Nel 1278 alla morte di suo zio Gleb Vasil'kovič principe di Beloozero, ne assunse il titolo insieme a suo fratello, l'anno successivo privandone il legittimo erede, suo cugino il principe Michele Glebovič.